# Pseudoflintina
Pseudoflintina es un género de foraminífero bentónico de la subfamilia Pseudoflintininae, de la familia Ammoflintinidae, de la superfamilia Rzehakinoidea, del suborden Schlumbergerinina y del orden Schlumbergerinida. Su especie tipo es Miliolina triquetra. Su rango cronoestratigráfico abarca el Holoceno.

## Discusión
Clasificaciones previas incluían Agglutinella en la subfamilia Siphonapertinae, de la familia Hauerinidae, de la superfamilia Milioloidea, del suborden Miliolina y del orden Miliolida.

## Clasificación
Pseudoflintina incluye a las siguientes especies:
- Pseudoflintina bulbosa
- Pseudoflintina crassatina
- Pseudoflintina laculata
- Pseudoflintina triquetra